# Estadio Cooperage Ground
El Estadio Cooperage Ground es un estadio multipropósito en Bombay, India, En la actualidad se utiliza sobre todo para partidos de fútbol y es el estadio del Mahindra United, Air India, Mumbai FC y el FC Bengala-Mumbai. El estadio tiene capacidad para 12.000 personas
- Datos: Q5167851